# Damernas 3 000 meter i hastighetsåkning på skridskor vid olympiska vinterspelen 1976
Damernas 3 000 meter i skridskor vid de olympiska vinterspelen 1976 avgjordes den 8 februari 1976, på Olympia Eisstadion. Loppet vanns av Tatiana Averina från Sovjetunionen.
26 deltagare från 12 nationer deltog i tävlingen.

## Rekord
Gällande världsrekord och olympiska rekord före Vinter-OS 1976:
| Världsrekord     | Tamara Kuznetsova (URS) | 4:44,69 | Alma-Ata, Kazakiska SSR, Sovjetunionen | 12 januari 1975  |
| Olympiskt rekord | Stien Kaiser (NED)      | 4:52,14 | Sapporo, Japan                         | 12 februari 1972 |

Följande nya världsrekord och olympiska rekord blev satta under tävlingen:
| Datum      | Idrottare       | Nation        | Tid     | OR | VR |
| ---------- | --------------- | ------------- | ------- | -- | -- |
| 8 februari | Ines Bautzmann  | Östtyskland   | 4:46,67 | OR |    |
| 8 februari | Tatiana Averina | Sovjetunionen | 4:45,19 | OR |    |

## Medaljörer
| Gren        | Guld                          | Guld         | Silver                          | Silver  | Brons                | Brons   |
| 3 000 meter | Tatiana Averina Sovjetunionen | 4.45,19 (OR) | Andrea Mitscherlich Östtyskland | 4.45,23 | Lisbeth Korsmo Norge | 4.45,24 |

## Resultat
| Placering | Idrottare            | Nation        | Tid     | Tid bakom | Noteringar |
| --------- | -------------------- | ------------- | ------- | --------- | ---------- |
| 1         | Tatiana Averina      | Sovjetunionen | 4:45,19 | –         | (OR)       |
| 2         | Andrea Mitscherlich  | Östtyskland   | 4:45,23 | +0,04     |            |
| 3         | Lisbeth Korsmo       | Norge         | 4:45,24 | +0,05     |            |
| 4         | Karin Kessow         | Östtyskland   | 4:45,60 | +0,41     |            |
| 5         | Ines Bautzmann       | Östtyskland   | 4:46,67 | +1,48     |            |
| 6         | Sylvia Filipsson     | Sverige       | 4:48,15 | +2,96     |            |
| 7         | Nancy Swider-Peltz   | USA           | 4:48,46 | +3,17     |            |
| 8         | Sylvia Burka         | Kanada        | 4:49,04 | +3,65     |            |
| 9         | Stitje van der Lende | Nederländerna | 4:50,86 | +5,67     |            |
| 10        | Erwina Ryś-Ferens    | Polen         | 4:50,95 | +5,76     |            |
| 11        | Beth Heiden          | USA           | 4:51,67 | +6,38     |            |
| 12        | Tuula Vilkas         | Finland       | 4:51,70 | +6,52     |            |
| 13        | Nina Statkevitj      | Sovjetunionen | 4:53,94 | +8,75     |            |
| 14        | Tatiana Sjelekhova   | Sovjetunionen | 4:54,03 | +8,84     |            |
| 15        | Annie Borckink       | Nederländerna | 4:56,75 | +11,56    |            |
| 16        | Janina Korowicka     | Polen         | 4:57,48 | +12,29    |            |
| 17        | Cindy Seikkula       | USA           | 4:57,57 | +12,38    |            |
| 18        | Liz Appleby          | Kanada        | 4:58,68 | +13,49    |            |
| 19        | Yuko Ota             | Japan         | 4:58,92 | +13,73    |            |
| 20        | Christa Jaarsma      | Nederländerna | 5:00,08 | +14,89    |            |
| 21        | Chieko Ito           | Japan         | 5:02,57 | +17,38    |            |
| 22        | Paula Irmeli-Halonen | Finland       | 5:03,08 | +17,89    |            |
| 23        | Gayle Gordon         | Kanada        | 5:07,09 | +21,90    |            |
| 24        | Lee Nam-sun          | Sydkorea      | 5:08,34 | +23,15    |            |
| 25        | Ewa Malewicka        | Polen         | 5:08,79 | +23,60    |            |
| 26        | Linda Rambouts       | Belgien       | 5:10,35 | +25,16    |            |